# Margaret Hazzard
Margaret Hazzard (Ivy Margaret Hazzard, 1910 - 19 de enero de 1987) fue una escritora y biógrafa británica nacionalizada australiana, nacida en Hertfordshire, Inglaterra.
Hazzard emigró a Melbourne, Australia en 1960 e inició una carrera como escritora, publicando principalmente en el rotativo The Sydney Morning Herald y en la publicación The Australian Women's Weekly. También se desempeñó como docente, tomando cursos cortos en literatura de ficción y biografía en el Centro de la Educación Adulta (CAE) en Melbourne.
En 1970 Hazzard fundó la rama victoriana de la Sociedad de Mujeres Escritoras y fue elegida presidente de la misma entre 1970-74.  La Sociedad estableció el premio bienal Margaret Hazzard en 1980 en reconocimiento a sus contribuciones. Se mudó a Norfolk Island en 1974 donde empezó su etapa más prolífica como escritora. Hazzard falleció en 1987 y sus restos descansan en el Monte Macedon en Victoria.